# Mucho Puente
Mucho Puente è un album di Tito Puente, pubblicato dalla RCA Victor nel 1957.

## Tracce
Lato A
1. La ola marina – 2:52 (Virgilio González)
2. Lullaby of the Leaves – 2:29 (Bernice Petkere, Joe Young)
3. Ecstasy – 2:31 (Johnny Conquet)
4. What a Difference a Day Made (Cuando a vuelva a tu lado) – 3:09 (Maria Mendez Grever)
5. Noche de ronda (Be Mine Tonight) – 2:51 (Maria Teresa Lara)
6. Son de la lona – 2:07 (Miguel Matamoros)

Lato B
1. Un poquito de tu amor – 2:17 (Julio Gutierrez)
2. Duerme (Time Was) – 2:29 (Gabriel Luna, Miguel Prado)
3. Tea for Two – 2:40 (Irving Caesar, Vincent Youmans)
4. Almendra – 2:44 (Abelardo Valdez)
5. Poor Butterfly – 2:46 (John Golden, Raymond Hubbell)
6. Tito's Guajira – 2:38 (Tito Puente)

## Musicisti
- Tito Puente - timbales, vibrafono, percussioni, arrangiamenti
- Phil Bodner - sassofono tenore, sassofono alto, oboe
- Marty Holmes - sassofono tenore
- Allen Fields - sassofono alto
- Jerry Sanfino - sassofono alto, flauto, clarinetto
- Sol Schlinger - sassofono
- Eddie Caine - sassofono
- Dave Furtzer - sassofono
- Joseph Grimaldi - sassofono baritono
- Jimmy Frisaura - tromba
- Bernie Glow - tromba
- Frank LoPinto - tromba
- Gene Rapetti - tromba
- Nick Travis - tromba
- Bob Ascher - trombone
- Eddie Bert - trombone
- Santo Russo - trombone
- George Barnes - chitarra
- Al Caiola - chitarra
- John Quara - chitarra
- Francisco Sanchez - chitarra
- Johnny Smith - chitarra
- Alvin Gellers - pianoforte
- Hugo Montenegro - tastiere, glockenspiel
- Bobby Rodriguez - contrabbasso
- Willie Bobo - bongos, güiro, timbales
- Fred Pagani - timbales
- Mongo Santamaría - congas, bongos
- Carlos Patato Valdes - bongos, congas
- Peter Makas - violoncello
- George Ricci - violoncello
- Theodore Adoff - viola
- Solomon Deutsch - viola
- Julius Brand - violino
- Max Cahn - violino
- Paul Gershman - violino
- Harry Katzman - violino
- Morris Lefkowitz - violino
- Milton Lomask - violino
- Samuel Rand - violino
- Ralph Silverman - violino